# 2001년 5월
| 2001년: 1월 · 2월 · 3월 · 4월 · 5월 · 6월 · 7월 · 8월 · 9월 · 10월 · 11월 · 12월 |

| <          | 2001년 5월 | 2001년 5월 | 2001년 5월    | 2001년 5월 | 2001년 5월 | >          |
| 일         | 월         | 화         | 수            | 목         | 금         | 토         |
|            |            | 1 4.8 갑자 | 2 9 을축      | 3 10 병인  | 4 11 정묘  | 5 12 무진  |
| 6 13 기사  | 7 14 경오  | 8 15 신미  | 9 16 임신     | 10 17 계유 | 11 18 갑술 | 12 19 을해 |
| 13 20 병자 | 14 21 정축 | 15 22 무인 | 16 23 기묘    | 17 24 경진 | 18 25 신사 | 19 26 임오 |
| 20 27 계미 | 21 28 갑신 | 22 29 을유 | 23 윤4.1 병술 | 24 2 정해  | 25 3 무자  | 26 4 기축  |
| 27 5 경인  | 28 6 신묘  | 29 7 임진  | 30 8 계사     | 31 9 갑오  |            |            |

| 편집하기 |

## 2001년5월 28일
- 금호미술관에서 가스누출사고가 발생하다.

## 2001년5월 26일
- 최초로 한국 모터 챔피언십 자동차 경주 대회가 개최되다.

## 2001년5월 24일
- 15살의 셰르파 템바 체리가 가장 어린 나이에 에베레스트 산 정상에 오른 사람으로 기록되다.

## 2001년5월 13일
- 수원월드컵경기장이 개장하다.

## 2001년5월 9일
한-중-일 여성 지도자들은 서울 '동북아 여성지도자회의'에서 5개항의 선언문을 채택하다.(서울선언).